# سیارک ۳۰۹۱۷
سیارک ۳۰۹۱۷ (به انگلیسی: 30917 Moehorgan، نامگذاری:1993HV1) سی هزار و نهصد و هفدهمین سیارک کشف شده‌است که در ۱۹ آوریل ۱۹۹۳ کشف شد.